# Titularbistum Saesina
Saesina (ital.: Sesina) ist ein Titularbistum der römisch-katholischen Kirche. 
Es geht zurück auf einen antiken Bischofssitz in der gleichnamigen Stadt, die sich im heutigen Georgien befand. Das Bistum Saesina war dem Erzbistum Fasi als Suffraganbistum unterstellt.
| Titularbischöfe von Saesina |                                 |                                             |                 |                   |
| Nr.                         | Name                            | Amt                                         | von             | bis               |
| 1                           | Pierre Martin Ngô Đình Thục     | Apostolischer Vikar von Vĩnh Long (Vietnam) | 8. Januar 1938  | 24. November 1960 |
| 2                           | Adalberto Domingos Marzi OFMCap | Prälat von Alto Solimões (Brasilien)        | 4. Februar 1961 | 26. Mai 1978      |